# Halkur, Sira
Halkur là một làng thuộc tehsil Sira, huyện Tumkur, bang Karnataka, Ấn Độ.